# Детково (посёлок станции, Московская область)
Детково — посёлок сельского типа при одноимённой железнодорожной станции Большого кольца Московской железной дороги в городском округе Чехов Московской области. До 2017 года был в составе муниципального образования сельское поселение Любучанское, до 29 ноября 2006 года входил в состав Любучанского сельского округа.

## Население
| 2002 | 2006 | 2010 |
| ---- | ---- | ---- |
| 19   | ↗52  | ↗68  |

## География
Детково расположено примерно в 11 км (по шоссе) на север от Чехова, на междуречье правых притоков реки Рожайка (правый приток реки Пахры), высота центра деревни над уровнем моря — 184 м. В посёлке один двухэтажный многоквартирный дом.